# Jean-Jacques Dordain

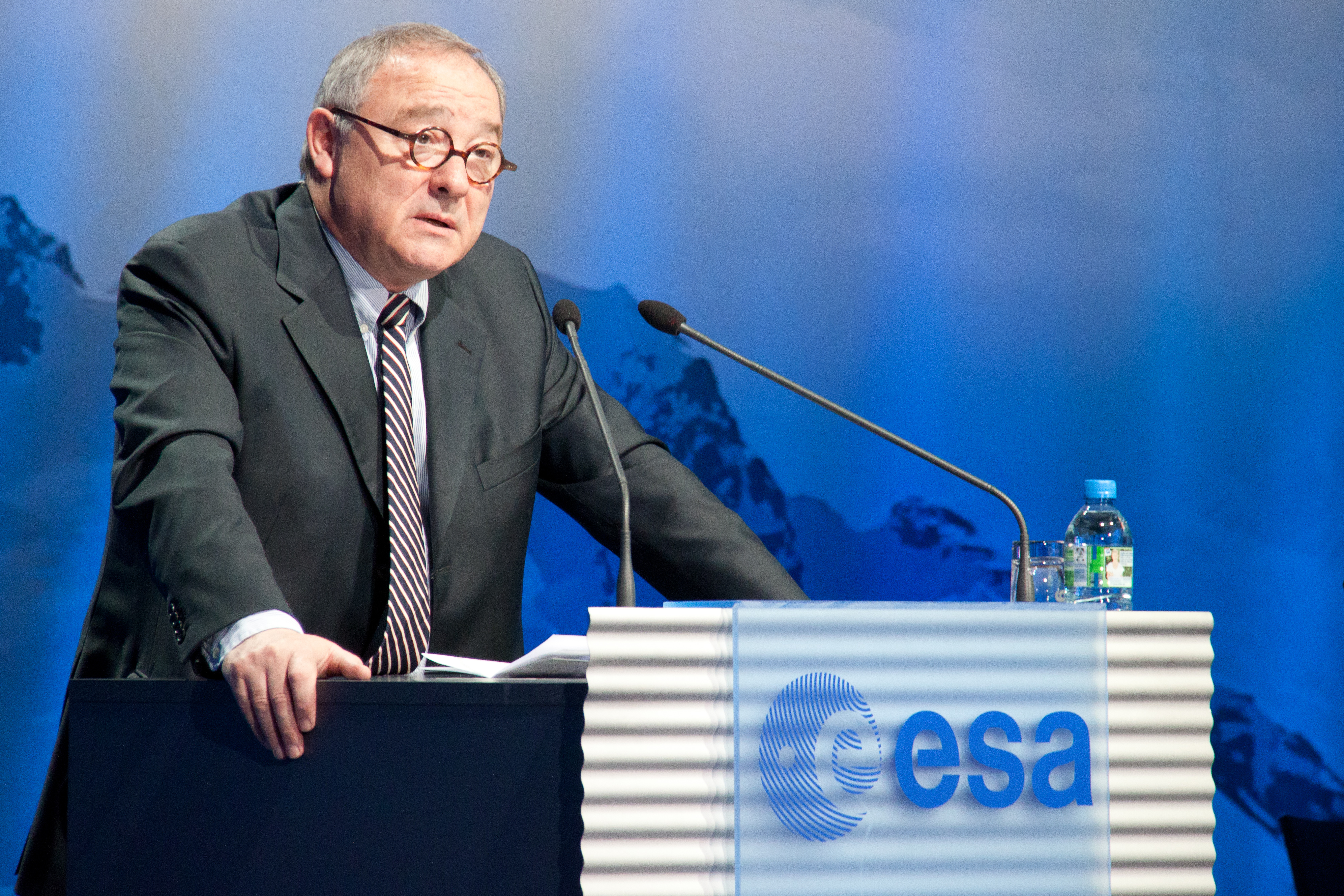
Jean-Jacques Dordain 2010

Jean-Jacques Dordain (* 14. April 1946 in Estrun, Département Nord) war von Juli 2003 bis Juni 2015 der Generaldirektor der Europäischen Weltraumorganisation (ESA).

## Leben
Der Franzose Dordain schloss seine Ingenieursausbildung an der École Centrale Paris im Jahre 1968 ab. Er begann seine Karriere bei dem französischen Luft- und Raumfahrtforschungsinstitut ONERA (Office national d'études et de recherches aérospatiales), wo er vorwiegend zu Flüssigkeitstreibstoff-Raketenmotoren und zur Mikrogravitation forschte. Von 1973 bis 1987 war er zudem Professor an der École nationale supérieure de l’aéronautique et de l’espace. 1977 war er einer der 53 europäischen Kandidaten für das ESA Spacelab-1 Auswahlverfahren, er war einer der 5 französischen Kandidaten, wurde aber nicht ausgewählt. Von 1977 bis 1993 lehrte er Maschinenbau an der Ecole polytechnique.
1982 wurde er Leiter des Direktorats für Allgemeine Physik der ONERA. In dieser Zeit saß er auch einer Reihe von Untersuchungsausschüssen vor, die das seinerzeit häufige Versagen der europäischen Ariane-Rakete klären sollten.
Seine Laufbahn bei der ESA begann 1986, als er zum Leiter der Abteilung für Mikrogravitation und Raumstationsnutzung (Microgravity and Space Station Utilisation Department) ernannt wurde. Danach wurde er stellvertretender Direktor für Strategie, Planung und Richtlinien für die internationale Zusammenarbeit sowie Direktor für strategische und technische Abschätzungen (Director for Strategy and Technical Assessment) der europäischen Weltraumbehörde. 2001 wurde er zum Director of Launchers (Direktor für Trägerraketen) ernannt.
Im Juli 2003 wurde Dordain erstmals für 4 Jahre Generaldirektor der ESA, seine Amtszeit wurde im Juni 2010 bis Juni 2015 verlängert. Sein Vorgänger in diesem Amt war M. Antonio Rodotà, sein Nachfolger wurde Johann-Dietrich Wörner.
Seit 2018 ist Dordain Aufsichtsratsvorsitzender der Rocket Factory Augsburg (RFA).
Jean-Jacques Dordain ist Mitglied der französischen Académie des technologies und der Académie de l'air et de l'espace. Darüber hinaus fungiert er als Vizepräsident der International Astronautical Federation und ist Kanzler der International Space University. 2010 wurde er als assoziiertes Mitglied in die Académie royale des Sciences, des Lettres et des Beaux-Arts de Belgique aufgenommen. 2019 wurde Dordain in die US-amerikanische National Academy of Engineering gewählt.

## Auszeichnungen
- Offizier der Ehrenlegion
- Offizier des Ordre national du Mérite
- Ab September 2011 Honorarprofessor an der TU Graz. Zu dieser Zeit lehrt er an zumindest 3 Hochschulen Frankreichs: in Toulouse, Paris und Nähe Paris.[5]